# سيدلر (غرمي)
سيدلر (بالإنجليزية: Seyyed Lar, Ardabil)‏ هي منطقة سكنية تقع في قسم انغوت الغربي الريفي في إيران. يقدر عدد سكانها بـ 148 نسمة .